# معاملة المثليين في جزر القمر
يواجه الأشخاص من المثليين والمثليات ومزدوجي التوجه الجنسي والمتحولين جنسياً (اختصاراً: LGBT) في جزر القمر تحديات قانونية واجتماعية لا يواجهها غيرهم من المغايرين جنسيا. يعد النشاط الجنسي المثلي بين الذكور وبين الإناث غير قانوني في جزر القمر، ويواجه الأشخاص من مجتمع المثليين وصمة عار بين السكان. كما أن المنازل التي يعيش فيها الشركاء المثليون غير مؤهلة للحصول على نفس الحماية القانونية المتاحة للأزواج المغايرين، مع وجود عدة تقارير تتحدث عن مستوى عالي من التمييز والانتهاكات ضد مجتمع المثليين.

## قانونية النشاط الجنسي المثلي
يعتبر النشاط الجنسي المثلي بين الذكور وبين الإناث غير قانوني في جزر القمر. ويعاقب عليه بالسجن لمدة تصل إلى 5 سنوات وبغرامة تتراوح بين 50,000 و مليون فرنك.

## الاعتراف القانوني بالعلاقات المثلية
لا يوجد اعتراف قانوني بالعلاقات المثلية.

## الحماية من التمييز
لا توجد حماية قانونية ضد التمييز على أساس التوجه الجنسي أو الهوية الجندرية.

## ظروف الحياة
وجد تقرير وزارة الخارجية الأمريكية لحقوق الإنسان لعام 2010 أن «الأشخاص الذين يمارسون النشاط الجنسي المثلي لم يناقشوا علنا توجههم الجنسي بسبب الضغوط الاجتماعية، ولا توجد منظمات للمثليين في البلاد».

## ملخص
| قانونية النشاط الجنسي المثلي                                                                  | (العقوبة :السجن لمدة 5 سنوات، وغرامة) |
| المساواة في السن القانوني للنشاط الجنسي                                                       | No                                    |
| قوانين مكافحة التمييز في التوظيف                                                              | No                                    |
| قوانين مكافحة التمييز في توفير السلع والخدمات                                                 | No                                    |
| قوانين مكافحة التمييز في جميع المجالات الأخرى (تتضمن التمييز غير المباشر، خطاب الكراهية)      | No                                    |
| قوانين مكافحة أشكال التمييز المعنية بالهوية الجندرية                                          | No                                    |
| زواج المثليين                                                                                 | No                                    |
| الاعتراف القانوني بالعلاقات المثلية                                                           | No                                    |
| تبني أحد الشريكين للطفل البيولوجي للشريك الآخر                                                | No                                    |
| التبني المشترك للأزواج المثليين                                                               | No                                    |
| يسمح للمثليين والمثليات ومزدوجي التوجه الجنسي والمتحولين جنسيا بالخدمة علناً في القوات المسلحة | No                                    |
| الحق بتغيير الجنس القانوني                                                                    | No                                    |
| علاج التحويل محظور على القاصرين                                                               | No                                    |
| الحصول على أطفال أنابيب للمثليات                                                              | No                                    |
| الأمومة التلقائية للطفل بعد الولادة                                                           | No                                    |
| تأجير الأرحام التجاري للأزواج المثليين من الذكور                                              | (غير قانوني للأزواج المغايرين كذلك)   |
| السماح للرجال الذين مارسوا الجنس الشرجي التبرع بالدم                                          | No                                    |